# Adriano Guidetti
Adriano Guidetti (2 de marzo de 1935). Es un ex voleibolista italiano. Padre del entrenador Giovanni Guidetti y hermano del también entrenador Gian Paolo Guidetti.